# Brezje (Sveta Nedelja)
Brezje is een plaats in de gemeente Sveta Nedelja in de Kroatische provincie Zagreb. De plaats telt 1026 inwoners (2001).